# Harasta
Harasta (tiếng Ả Rập: حرستا Ḥarastā), còn được gọi là Harasta al-Basal hoặc Hirista, là một thành phố và ngoại ô phía đông bắc của Damascus, Rif Dimashq, Syria. Harasta có độ cao 702 mét. Nó có dân số 34.184 Tính đến  năm 2007, làm cho nó trở thành thành phố lớn thứ 43 trên mỗi thực thể địa lý ở Syria.

## Lịch sử
Trong cuộc Nội chiến Syria, đây là một trong những thành phố nổi dậy sớm nhất ở Syria (xem Trận đụng độ Douma và Rif Dimashq (tháng 11 năm 2011 - tháng 3 năm 2012)). Trước chiến tranh, Harasta từng là trung tâm của các trung đoàn Vệ binh Cộng hòa 104 và 105 và có dân số Alawites cao ở vùng ngoại ô, mặc dù đây là nơi diễn ra nhiều cuộc biểu tình chống chính phủ năm 2011. Harasta đã được báo cáo dưới sự kiểm soát của phiến quân vào đầu năm 2012. Vào tháng 3 năm 2012  và một lần nữa vào ngày 21 tháng 10 năm 2012, có thông tin rằng Harasta đang bị pháo kích nặng nề của chính phủ. Vào ngày 25 tháng 10, quân đội Syria đã bắn xe tăng hạng nặng và các tên lửa, sau khi phiến quân tràn qua hai trạm kiểm soát quân đội ở rìa thị trấn. Vào ngày 26 tháng 10 năm 2012, nó được bắn đạn pháo hạng nặng, giết chết ít nhất 10 người. Vào ngày 30 tháng 10, các cuộc không kích của chính phủ nhắm vào Harasta. Nó được báo cáo là dưới sự kiểm soát của chế độ vào ngày 25 tháng 11 năm 2012. Vào tháng 8 năm 2013, nó đã được báo cáo dưới sự kiểm soát của phiến quân với những tiến bộ của chính phủ về các điểm chính trong thị trấn. Sự kiểm soát của chính phủ nhưng những tiến bộ của phiến quân đã được báo cáo vào tháng 1 năm 2014. Nó đã được báo cáo nhắm mục tiêu bởi các cuộc tấn công hóa học vào tháng 4 năm 2014. Lãnh thổ ở Harasta liên tục đổi chủ trong cuộc tấn công của Rif Dimashq (tháng 9 năm 2015). Nó từng là nơi chiến đấu trong Trận Harasta (2017-18).
Vào ngày 23 tháng 3 năm 2018, quân đội Syria đã bắt được Harasta.